# Szőreghy Gyula
Szőreghy Gyula, külföldön Julius von Szöreghy (Budapest, 1883. november 30. – Budapest, Józsefváros, 1942. december 22.) színész, filmrendező.

## Életpályája
1902 áprilisától szerepelt színpadon; először Krecsányi Ignácnál, majd a Pesti Magyar Színházban dolgozott. 1910 július havában Szabó Ferencnél, utána Mezei Kálmánnál működött, 1914-1918 között kezdett filmezni. Előbb az Uher-, majd 1918-tól a Corvin Filmgyár gazdasági vezetője volt. 
A Károlyi forradalom alatt az Astoria előtti gépfegyveres csoport parancsnoka tüzérőrmesteri minőségben. A Tanácsköztársaság idején a Vörös Riport Filmnek dolgozott. 
Az 1920-as években Ausztriába költözött, majd Berlinben dolgozott. 1934-ben jött haza, itthon kultúr- és oktatófilmeket rendezett mint a Magyar Film Iroda munkatársa. Élete végén szívbaj, cukorbetegség és lábszárfekély kínozta. A budafoki temetőben nyugszik. 
Utolsó filmszerepét a Fekete hajnalban kapta volna, azonban a forgatás alatt elhunyt a Rókus-kórházban, így át kellett írni a szerepet, a filmben nem jelenik meg.

## Magánélete
Felesége Sellő René (1888. nov. 18.-–) színésznő volt, akivel 1913 decemberében kötött házasságot.

## Filmjei

### Színészként
- Házasodik az uram (1913)
- Az aranyásó (1914)
- A becsapott újságíró (1914)
- Elnémult harangok (1916)
- Lotti ezredesei (1916)
- A szerencse fia (1917)
- Mire megvénülünk (1917)
- Az aranyember (1918)
- Twist Olivér (1919)
- A dada (1919) ... Kovács Péter gépész
- Fehér rózsa (1919)
- Lélekidomár (1919)
- A csodagyerek (1920)
- Elnémult harangok (1922)
- Szodoma és Gomorra (1922)
- Az ifjú Medardus (1923)
- Leánybecsület (1923)
- Csak nővel ne! (1924)
- Megölöm ezt a Hacsekot! (1932)
- Ember a híd alatt (1936)
- Szenzáció (1936)
- Viki (1937)
- Fekete gyémántok 1-2. (1938)
- Borcsa Amerikában (1938)
- Döntő pillanat (1938)
- Azurexpress (1938)
- A pusztai királykisasszony (1938)
- Karosszék (1939)
- Tökéletes férfi (1939)
- Szervusz, Péter! (1939)
- Az utolsó Wereczkey (1939)
- Két lány az utcán (1939)
- Áll a bál (1939)
- Fűszer és csemege (1940)
- Mindenki mást szeret (1940)
- Göre Gábor visszatér (1940)
- Dankó Pista (1940)
- Elnémult harangok (1940)
- Csákó és kalap (1940)
- Gorodi fogoly (1940)
- Cserebere (1940)
- Akit elkap az ár (1940)
- A beszélő köntös (1941)
- Európa nem válaszol (1941)
- Néma kolostor (1941)
- Édes ellenfél (1941)
- Leányvásár (1941)
- Szűts Mara házassága (1941)
- Ne kérdezd, ki voltam (1941)
- Három csengő (1941)
- Kölcsönkért férjek (1941)
- Szabotázs (1941)
- Egy éjszaka Erdélyben (1941)
- Az ördög nem alszik (1941)
- Háry János (1941)
- Lelki klinika (1941)
- Életre ítéltek! (1941)
- Régi keringő (1941)
- Régi nyár (1941)
- Kádár kontra Kerekes (1942)
- Bajtársak (1942)
- Gyávaság (1942)
- Kétezerpengős férfi (1942)
- Fráter Loránd (1942)
- Egér a palotában (1942)
- Szeptember végén (1942)
- Miért? (1943)
- Csalódás (1943)
- Ha szeretsz, elvehetsz! (1943)

### Rendezőként
- Ifjabb Fromont és idösebb Risler (1919)
- Amit az öregek is megkívánnak (1934)